# Keroplatus tergatus
Keroplatus tergatus är en tvåvingeart som beskrevs av Loïc Matile 1990. Keroplatus tergatus ingår i släktet Keroplatus och familjen platthornsmyggor. Inga underarter finns listade i Catalogue of Life.